# Constantin Henriquez
Constantin Henriquez (fechas desconocidas) fue un atleta y jugador francés de rugby nacido en Haití que se desempeñó como octavo y el primer atleta conocido de color que compitió en los Juegos Olímpicos.

## Biografía
Provenía de una familia de clase alta lo que le posibilitó trasladarse a París en su juventud y fue aquí donde Constantin empezó a jugar rugby en el Olympique de París. Estudió medicina en la recién re-inaugurada Universidad de París donde se recibió en 1904.
En 1899 se cambió al popular Stade Français Paris donde comenzó a destacarse y un año después compitió con el seleccionado francés en los Juegos Olímpicos de París 1900 donde consiguió la medalla de oro.
Al recibirse en 1904, regresó a su país y no volvió a jugar rugby. Sin embargo llevó a su país natal el fútbol, organizando torneos y jugando periódicamente en algunos de ellos.

## Palmarés
- Campeón del Top 14 de 1895-96, 1900-01 y 1902-03.